# (9613) 1993 BN3
(9613) 1993 BN3 est un astéroïde de la ceinture principale découvert en 1993.

## Description
(9613) 1993 BN3 a été découvert le 26 janvier 1993 à l'observatoire de Kitt Peak, situé dans l'Arizona (États-Unis), par Thomas J. Balonek.

### Caractéristiques orbitales
L'orbite de cet astéroïde est caractérisée par un demi-grand axe de 2,30 UA, un périhélie de 1,96 UA, une excentricité de 0,15 et une inclinaison de 7,09° par rapport à l'écliptique. Du fait de ces caractéristiques, à savoir un demi-grand axe compris entre 2 et 3,2 UA et un périhélie supérieur à 1,666 UA, il est classé, selon la JPL Small-Body Database, comme objet de la ceinture principale.

### Caractéristiques physiques
(9613) 1993 BN3 a une magnitude absolue (H) de 14,9 et un albédo estimé à 0,120.